# شهرستان مونرو، ایلینوی
شهرستان مونرو، (به انگلیسی: Monroe County) شهرستانی در ایالت ایلی‌نوی ایالات متحده امریکا و بر طبق سرشماری ۲۰۱۰ این شهرستان ۳۲۹۵۷ نفر جمعیت داشته‌است.

طبق سرشماری ۲۰۱۰، مساحت این شهرستان ۱۰۳۰٫۹ کیلومتر مربع وسعت داشته که از این مقدار ۳٫۲۷ درصد آب و ۹۶٫۷۳ درصد خشکی می‌باشد.

این شهرستان در ۱۸۱۶ ازشهرستان راندولف و شهرستان سنت کلیر جدا شد. این شهرستان نام خود را از جمیز مونرو که در آن زمان وزیر دفاع و سپس در همان سال رئیس‌جمهور بوده، گرفته‌است.

## همسایگان و راه‌ها
همسایگان این شهرستان عبارتند از:
- شمال:
- شمال‌شرق: شهرستان سنت کلیر
- شرق:
- جنوب‌شرق: شهرستان راندولف
- جنوب: شهرستان سنت جنیویو، میزوری
- جنوب‌غرب:
- غرب: شهرستان جفرسون، میزروی
- شمال‌غرب: شهرستان سنت لوییس، میزوری

راه‌های اصلی این شهرستان:
1. بزرگراه میان‌ایالتی ۲۵۵
2. جاده ۳ ایلی‌نوی
3. جاده ۱۵۶ ایلی‌نوی
4. جاده ۱۵۸ ایلی‌نوی
5. جاده ۱۵۹ ایلی‌نوی

## نگارخانه

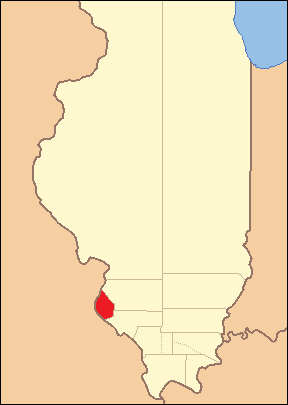
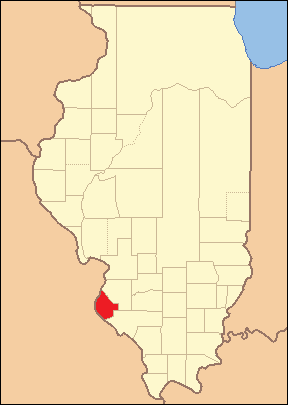
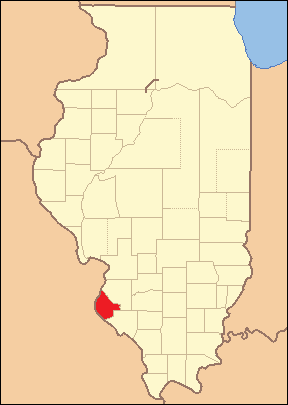

## شهرها
- کلمبیا، ایلی‌نوی
- واترلو، ایلی‌نوی، مرکز شهرستان